# Cerete
Cerete ist eine italienische Gemeinde (comune) mit 1648 Einwohnern (Stand 31. Dezember 2023) in der Provinz Bergamo, Lombardei.

## Geographie
Cerete befindet sich 35 km nordöstlich der Provinzhauptstadt Bergamo und 80 km nordöstlich der Metropole Mailand.
Die Nachbargemeinden sind Bossico, Gandino, Rovetta, Songavazzo und Sovere.

## Sehenswürdigkeiten
- Die Pfarrkirche San Vincenzo martire in ihrer jetzigen Form wurde im Jahr 1444 geweiht.
- Die Pfarrkirche SS. Apostoli Filippo e Giacomo
- Die Geburtskirche der Heiligen Maria
- Die „Kapelle der Ankündigung“
- Die Kirche San Rocco

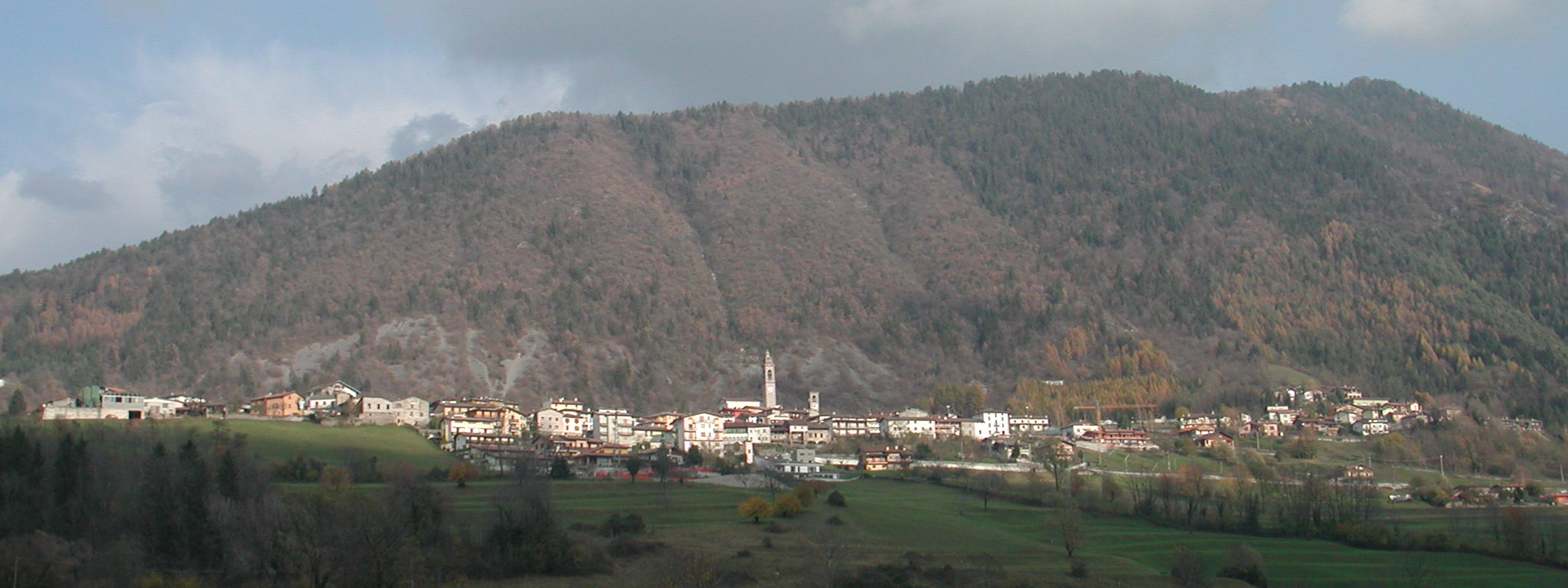
Cerete
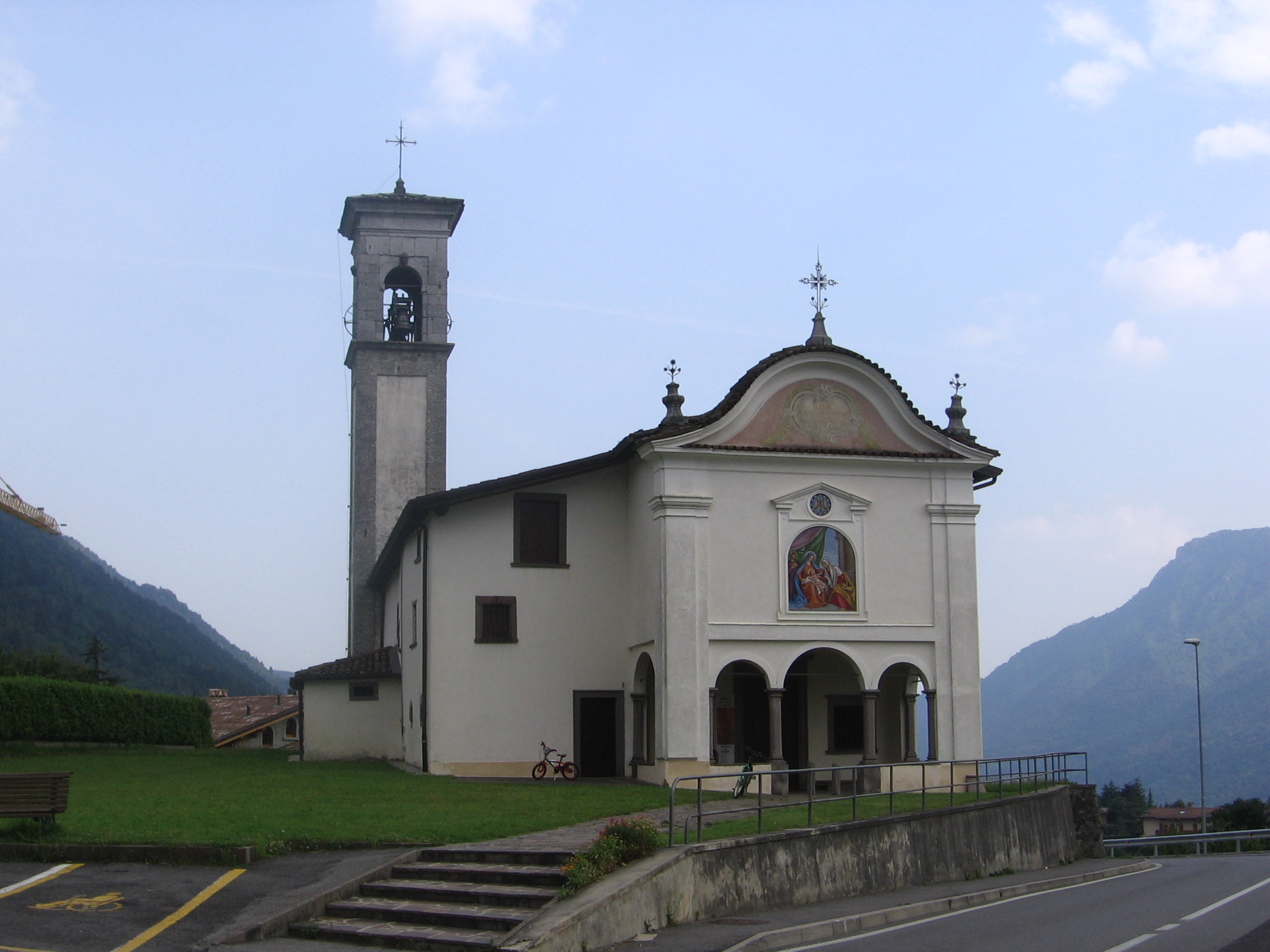
Santuario della Natività
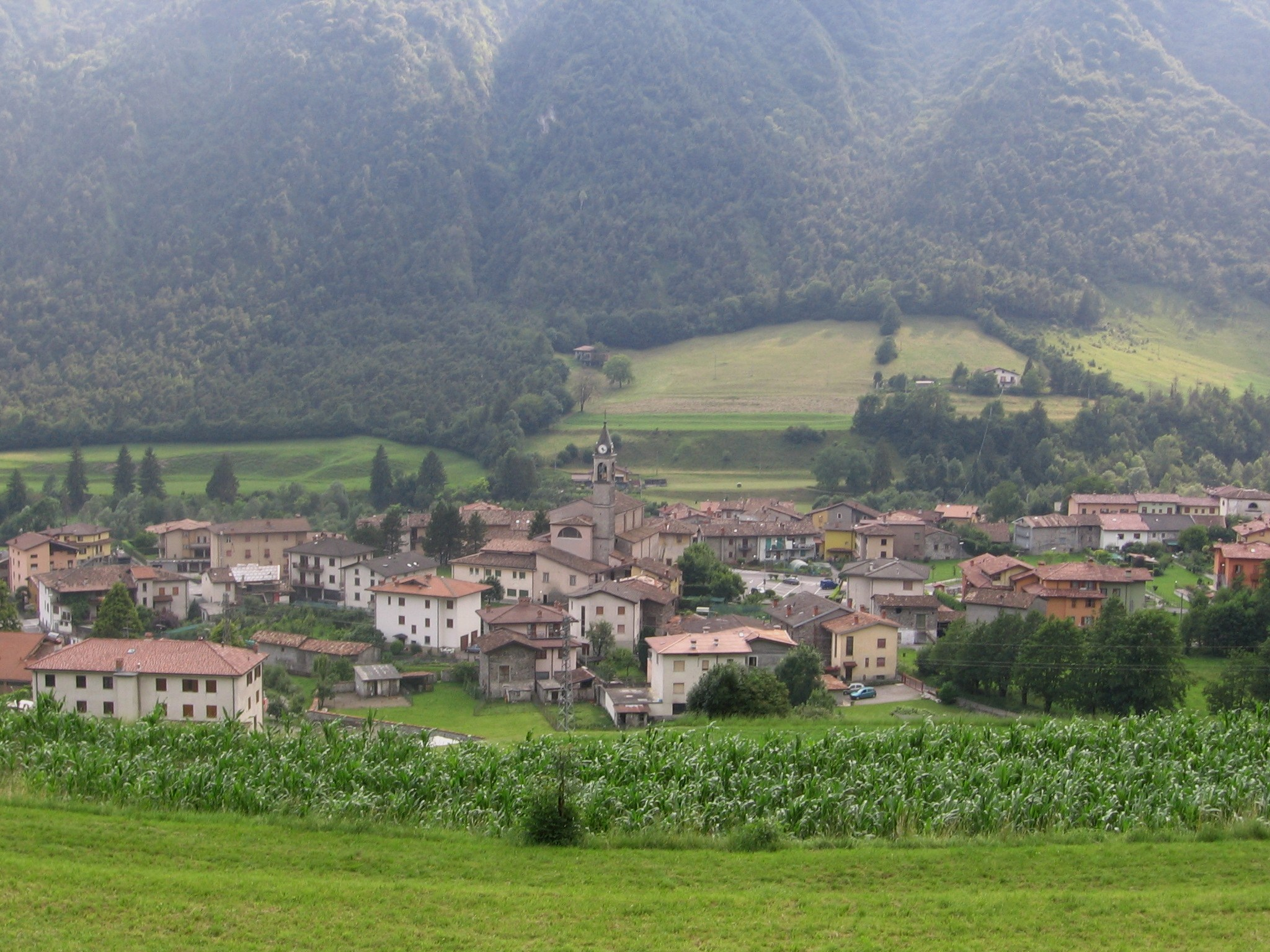
Cerete basso